# Vesicapalpus simplex
Vesicapalpus simplex är en spindelart som beskrevs av Alfred Frank Millidge 1991. Vesicapalpus simplex ingår i släktet Vesicapalpus och familjen täckvävarspindlar. Inga underarter finns listade i Catalogue of Life.